# Левин, Исаак (раввин)
Исаак Левин (англ. Isaac Lewin, 1906—1995) — американский раввин, доктор, почётный профессор еврейской истории в Высшей школе Бернарда Ревеля Университета Иешива в Нью-Йорке.

## Биография
Родился в 1906 году в Величке, Польша в семье раввина Арона Левина и Доры Фридман. Его отец был одним из глав Агудат Исраэль и заметным лидером евреев в Польше.
В 1932 году получил степень доктора философии в Венском университете, а в 1933 году — смиху раввина. В 1935 году он женился на Пепи, урожденной Штернхейм, и стал отцом двоих детей. Их брак продолжался 45 лет, вплоть до её смерти в 1980 году.
В 1937 году Левин получил степень юриста и два срока проработал в городском совете города Лодзи. Бежал из Польши прямо перед приходом нацистов в 1939 году со своей женой и маленьким сыном Натаном и в 1941 году получил убежище в Соединенныех Штатах. Был членом Ваад ха-Хацала, американской организации, спасавшей евреев в оккупированной Польше. После войны он отправился с миссией по оказанию помощи евреям, пережившим Холокост и перемещенным лицам. И. Левин был ключевым помощником лидеров Агудат Исраэль и стал представителем Агудат Исраэль в Организации Объединенных Наций.
Левин — автор Декларации о ликвидации всех форм нетерпимости и дискриминации на основе религии или убеждений, провозглашенной резолюцией 36/55 Генеральной Ассамблеи от 25 ноября 1981 года. За это он был награждён медалью Мира Организации Объединенных Наций. В 1988 году он был награждён польским правительством Золотым Знаком за заслуги в развитии международных отношений и сотрудничество между народами.
Раввин Левин постоянно служил профессором еврейской истории в Университете Иешива. Он преподавал в там с 1944 по 1985 год. Был автором и редактором работ на английском, иврите, идише, мог свободно общаться на немецком и французском языках. Кроме этого, он был директором религиозной школы для девочек.
В 1983 году участвовал в получении согласия от польского правительства на восстановление заброшенных еврейских кладбищ в Польше.
И. Левин умер в Нью-Йорке в 1995 году и был похоронен на Елеонской горе в Иерусалиме.

## Книги
- В борьбе с дискриминацией − 1957 г.
- Фрукты позднего лета − 1960 г.
- Война на войне − 1969 г.
- Еврейская община в Польше − 1985 г.
- В защиту прав человека — 1992 г.
- К международным гарантиям религиозной свободы — 1981 г.
- Десять лет надежды — 1971 г.
- Свобода вероисповедания — 1946 г., Исаак Левин, Майкл Л. Мунк, Иеремия Джозеф Берман
- В горы — 1975 г.
- Попытки спасения европейских евреев с помощью польских дипломатических миссий во время Второй мировой войны — 1977 г.
- Десять лет надежды: сборник выступлений перед Организацией Объединенных Наций — 1971 г.
- Религиозное еврейство и Организация Объединенных Наций — 1953 г.
- В защиту Шхиты — 1958 г.
- Будет ли меч пожирать вечно? — 1974 г.
- Защита религиозных прав евреев королевскими указами в Древней Польше — 1943 г.
- Обзор и анализ предложений по федеральному закону о гуманном забое скота — 1957 г., Лео Пфеффер, Исаак Левин, Совет синагог Америки
- Isaac Lewin. A History of Polish Jewry during the revival of Poland / Isaac Lewin, Nathan Michael Gelber. — Shengold Publishers, 1990.
- צו דער געשיכטע פֿון אגודת ישׂראל (Ицхок Левин, цу дер гешихтэ фун агудес исроэл, идиш), 1964.
- ייִדן אין אַלטן פּױלן (Ицхок Левин, идн ин алтн пойлн, идиш), 1962.
- נאָכן חורבן (Ицхок Левин, нохн хурбм, идиш), 1948.

Книги под его редакцией:
- Материал к вопросу о подготовке и организации еврейского государства: по Торе, 578 г.
- Алла Азкара: сборник истории святых 2007—2005 гг., Институт изучения проблем ортодоксального иудаизма, Нью-Йорк, 2007—2012 гг. (Семь томов)
- Сборник периодических изданий Торы: библиография периодических изданий Торы, появившихся в Земле Израиля, Восточной и Западной Европе, России, Китае, Северной Африке и Северной Америке в 1947—1948 гг., «Институт изучения проблем ортодоксального иудаизма», Нью-Йорк, 1979 г.